# Ginés Ramón García Beltrán
Ginés Ramón García Beltrán (Lorca, 3 ottobre 1961) è un vescovo cattolico spagnolo, dal 3 gennaio 2018 vescovo di Getafe.

## Biografia
Ginés Ramón García Beltrán è nato a Lorca il 3 ottobre 1961 da una famiglia originaria di Huércal-Overa.

### Formazione e ministero sacerdotale
Ha frequentato il liceo all'Istituto "Cura Valera" di Huércal-Overa dal 1975. Nel 1979 è entrato nel seminario conciliare "San Indalecio" di Almería. Nel 1984 ha conseguito il baccalaureato in teologia presso la Facoltà di Teologia di Granada.
Il 20 settembre 1985 è stato ordinato presbitero per la diocesi di Almería e poco dopo è stato inviato a Roma per studi. Nel 1986 ha conseguito la licenza e nel 1987 il dottorato in diritto canonico presso la Pontificia Università Gregoriana. Ha anche seguito un corso di diritto matrimoniale della Congregazione per il culto divino e la disciplina dei sacramenti.
Tornato in patria è stato parroco della parrocchia di Santa Maria a Mojácar dal 1987 al 1989; vice-rettore del seminario minore, formatore e direttore spirituale nei seminari maggiori e minori dal 1989 al 1992; professore di religione in vari istituti di istruzione secondaria dal 1989 al 1994; cappellano delle Figlie del Sacro Cuore di Gesù dal 1990 al 1992; delegato episcopale della scuola "San Ildefonso" dal 1991 al 1994; parroco della parrocchia di Santa Maria a Rioja dal 1993 al 1994; rettore dell'Istituto teologico "San Indalecio" dal 1993 al 1997; cappellano delle suore della Divina Infanzia e assistente ecclesiastico del Movimento degli insegnanti cristiani dal 1993 al 1994; parroco della parrocchia di Santa Maria degli Angeli ad Almería e arciprete del II arcipresbiterato di Almería dal 1994 al 1996; promotore di giustizia nel processo di beatificazione dei martiri di Almería dal 1995 al 1998; delegato episcopale del sinodo diocesano dal 1996 al 1999; direttore degli studi presso il Centro di studi ecclesiastici del seminario conciliare, affiliato alla Facoltà di teologia di Granada, dal 1996 al 2003; vicario generale e moderatore della curia dal 1996 al 2005; professore di teologia dal 1997 al 2003; canonico teologo della cattedrale di Almería dal 2003 al 2009; cappellano delle Figlie del Sacro Cuore di Gesù dal 2004 al 2005; professore ordinario di diritto canonico dal 2005 al 2009; difensore del vincolo nel tribunale ecclesiastico dal 2005 al 2009; amministratore parrocchiale di La Cañada de San Urbano e Costacabana dal 2005 al 2006; parroco della parrocchia di San Sebastiano ad Almería dal 2006 al 2009 e professore di diritto canonico e sintesi teologica presso l'Istituto superiore di scienze religiose di Almería dal 2007 al 2008.

### Ministero episcopale
Il 3 dicembre 2009 papa Benedetto XVI lo ha nominato vescovo di Guadix. Ha ricevuto l'ordinazione episcopale il 27 febbraio successivo in plaza de las Palomas a Guadix dall'arcivescovo Renzo Fratini, nunzio apostolico in Spagna e Andorra, co-consacranti il vescovo emerito di Guadix Juan García-Santacruz Ortiz e il vescovo di Almería Adolfo González Montes.
Nel marzo del 2014 ha compiuto la visita ad limina.
Il 13 luglio 2016 papa Francesco lo ha nominato membro della Segretaria per la comunicazione.
Il 3 gennaio 2018 lo stesso papa Francesco lo ha nominato vescovo di Getafe. Ha preso possesso della diocesi il 24 febbraio successivo con una cerimonia tenutasi alle ore 10:30 nella cattedrale di Santa Maria Maddalena a Getafe. Alle ore 12 dello stesso giorno ha celebrato la messa di inizio ministero nella basilica del santuario del Sacro Core di Gesù al Cerro de los Ángeles accompagnato da 47 vescovi, dal presbiterio diocesano, dai fedeli e dalle autorità.
In seno alla Conferenza episcopale spagnola è membro del comitato esecutivo dal marzo del 2020. In precedenza è stato membro della commissione per i mezzi di comunicazione sociale e della commissione per il patrimonio culturale dal 2010 al 2014 e presidente della commissione per i mezzi di comunicazione sociale dal 2014 al 2020.
Nell'assemblea dei vescovi della Spagna meridionale è stato delegato per i mezzi di comunicazione sociale fino al suo trasferimento a Getafe.
Nel febbraio del 2016 è stato nominato assistente ecclesiastico nazionale dell'Associazione cattolica dei propagandisti (ACdP).
Il 10 aprile 2010 è stato nominato cittadino onorario di Huércal-Overa.

## Genealogia episcopale e successione apostolica
La genealogia episcopale è:
- Cardinale Scipione Rebiba
- Cardinale Giulio Antonio Santori
- Cardinale Girolamo Bernerio, O.P.
- Arcivescovo Galeazzo Sanvitale
- Cardinale Ludovico Ludovisi
- Cardinale Luigi Caetani
- Cardinale Ulderico Carpegna
- Cardinale Paluzzo Paluzzi Altieri degli Albertoni
- Papa Benedetto XIII
- Papa Benedetto XIV
- Papa Clemente XIII
- Cardinale Marcantonio Colonna
- Cardinale Giacinto Sigismondo Gerdil, B.
- Cardinale Giulio Maria della Somaglia
- Cardinale Carlo Odescalchi, S.I.
- Vescovo Eugène-Charles-Joseph de Mazenod, O.M.I.
- Cardinale Joseph Hippolyte Guibert, O.M.I.
- Cardinale François-Marie-Benjamin Richard de la Vergne
- Cardinale Pietro Gasparri
- Cardinale Clemente Micara
- Cardinale Antonio Samorè
- Cardinale Angelo Sodano
- Arcivescovo Renzo Fratini
- Vescovo Ginés Ramón García Beltrán

La successione apostolica è:
- Vescovo José María Avendaño Perea (2022)

## Araldica
| Stemma | Titolare                                     | Blasonatura |
|        | Ginés Ramón García Beltrán Vescovo di Getafe | Interzato in pergola rovesciata: al primo d'argento alla croce di Gerusalemme di rosso; al secondo d'azzurro alla barca rivolta dello stesso, profilata d'argento con la vela gonfia e caricata d'un chrismon d'argento; al terzo di rosso, al vaso biansato d'argento contenente sette gigli al naturale; con lo scaglione abbassato d'azzurro attraversante sui due bracci inferiori della pergola e caricato di tre gigli d'oro. Ornamenti esterni da vescovo. Motto: "Mihi vivere Christus est" (Filippesi 1,21). |